# Marcus Nash
Marcus DeLando Nash (Tulsa, 1º febbraio 1976) è un ex giocatore di football americano statunitense che ha militato nel ruolo di wide receiver nella National Football League (NFL).

## Biografia
Dopo avere giocato al college a Tennessee dove fu premiato come All-American, Nash fu scelto come 30º assoluto nel Draft NFL 1998 dai Denver Broncos. Nella sua stagione da rookie disputò otto partite, vincendo il Super Bowl XXXIII contro gli Atlanta Falcons. Il 21 settembre 1999 fu scambiato con i Miami Dolphins per il running back John Avery, ma fu svincolato dopo una sola settimana. Il 25 ottobre 1999 firmò coi Baltimore Ravens con cui l'anno seguente vinse il Super Bowl XXXV, pur non scendendo quasi mai in campo. Il resto della carriera professionista la trascorse tra il 2003 e il 2008 nella Arena Football League in cui nel 2004 fu premiato come giocatore offensivo dell'anno.

## Palmarès

### Franchigia
- Super Bowl : 2

Denver Broncos: XXXIII
Baltimore Ravens: XXXV
- American Football Conference Championship: 2

Denver Broncos: 1998
Baltimore Ravens: 2000

## Statistiche
NFL
| Ricezioni     | 4  |
| Yard ricevute | 76 |
| Touchdown     | 0  |